# Gomes Lourenço de Abreu, 6.º senhor da Torre Abreu
Gomes Lourenço de Abreu (1250 -?) foi um Rico-homem do Reino de Portugal, 6.º Senhor da Domus Fortis denominada Torre de Abreu, couto e honra do mesmo nome em Merufe. Foi senhor de Pico de Regalados, do Couto de Valadares (por sua mulher), e  herdeiro da Casa senhorial de seu pai . Foi fidalgo muito principal na corte do Rei D. Afonso III de Portugal e de D. Dinis I de Portugal. 
Manteve um contencioso com o rei D. Dinis por este querer dar o concelho de Melgaço a outro fidalgo tirando-o às possessões de D. Gomes, pelo que este levou o caso a tribunal tendo-o ganho e recebido sentença a seu favor com data de 1 de Julho de 1317.

## Relações familiares
Foi filho de Lourenço Rodrigues de Abreu (1210 -?). Casou com D. Guiomar Lourenço de Valadares (1270 -?) filha de Lourenço Soares de Valadares (1230 -?) e de D. Sancha Nunes de Chacim (1240 -?), de quem teve:
1. Lourenço Gomes de Abreu (1290 -?) casou com Teresa Correia de Azevedo filha de Estevão Pais de Azevedo (1250 -?) e de Guiomar Rodrigues de Vasconcelos (1270 -?),
2. Domingos Gomes de Abreu, foi feito Senhor de Baião em 1371,
3. Beringeira Gomes de Abreu casou com Vasco Afonso de Lira,
4. Gomes Lourenço de Abreu (c. 1290 -?), foi Senhor do couto da Barbeita e casado com Maria Soares,
5. Mécia Gomes de Abreu casou com Garcia Vaz Aranha,
6. Beatriz de Abreu casou com João Vicente de Vallena,
7. Maria Gomes de Abreu (1280 -?) casou com Garcia Soares Pinto

Fora do casamento teve:
1. Gomes Lourenço Vilarinho.